# スメタナ弦楽四重奏団
スメタナ弦楽四重奏団（チェコ語: Smetanovo kvarteto、英語: Smetana Quartet）は、1945年から1989年にかけて活動したチェコの弦楽四重奏団。

## 概要

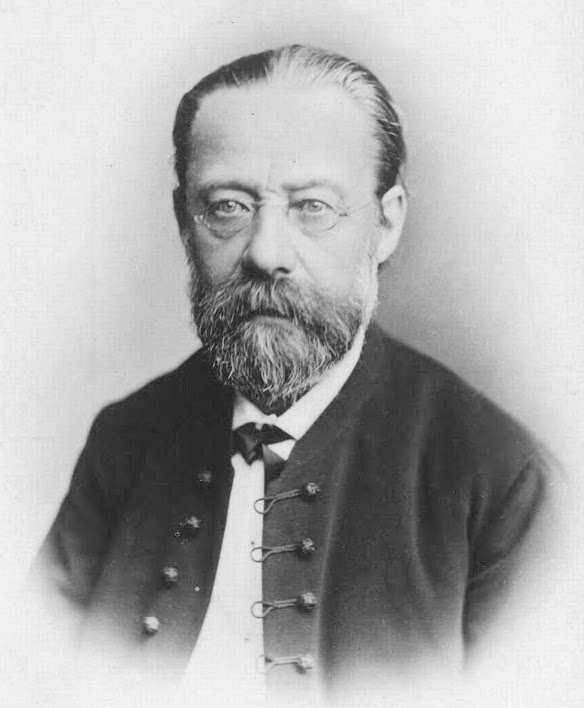
スメタナ（1878年）

プラハ音楽院で室内楽を学んだJ.リベンスキー(第1ヴァイオリン)，L.コステツキー(第2ヴァイオリン)，V.ノイマン(ヴィオラ)、A.コホウト(チェロ)の4人で1943年に結成された。結成当初の名称はプラハ音楽院弦楽四重奏団である。1945年にスメタナ弦楽四重奏団と改称し、デビューを果たす。1947年ノイマンが指揮者に転向するために脱退し、リベンスキーが第1ヴァイオリンからヴィオラへ転向。また、同時に第1ヴァイオリンとしてJ.ノバークが加入した。
1947年にはポーランドで最初の海外ツアーを行う。1950年、スメタナの弦楽四重奏曲を録音。これは、同四重奏団の最初の録音である。
1956年リベンスキーが病気となり、ヴィオラがM.シュカンパに交代する。
1989年に解散。
ボヘミアの伝統であるいぶし銀のようにくすんだ音色と柔らかく練りあげられたアンサンブルを特色とし、レパートリーはスメタナ、ドボルジャーク、ヤナーチェクを主とするが，ドイツ、オーストリアの古典派からロマン派まで広く含んでいる。

## メンバー
- 第1ヴァイオリン
  - ヴァーツラフ・ノイマン（1943年-1945年）
  - ヤロスラフ・リベンスキー（1945年-1947年）
  - イルジー・ノヴァーク（1947年-1989年）

- 第2ヴァイオリン
  - リュボミール・コステツキー（1943年-1989年）

- ヴィオラ
  - イルジー・ノイマン（1943年-1945年）
  - ヴァーツラフ・ノイマン（1945年-1947年）
  - ヤロスラフ・リベンスキー（1947年-1956年）
  - ミラン・シュカンバ（1956年-1989年）

- チェロ
  - アントニーン・コホウト（1943年-1989年）